# Piperales
Piperales is een botanische naam van een orde van bedektzadigen: de naam is gevormd uit de familienaam Piperaceae. Een orde onder deze naam wordt algemeen erkend door systemen voor plantentaxonomie.
In het APG II-systeem (2003) en het APG III-systeem (2009) heeft ze de volgende samenstelling:
- orde Piperales
  - familie Aristolochiaceae (Pijpbloemfamilie)
  - familie Hydnoraceae
  - familie Lactoridaceae
  - familie Piperaceae
  - familie Saururaceae

Dit is een lichte verandering ten opzichte van het APG-systeem (1998):
- orde Piperales
  - familie Aristolochiaceae
  - familie Lactoridaceae
  - familie Piperaceae
  - familie Saururaceae

In het Cronquist-systeem (1981), waar de orde geplaatst werd in een onderklasse Magnoliidae, was de omschrijving toch wel heel anders:
- orde Piperales
  - familie Chloranthaceae
  - familie Piperaceae
  - familie Saururaceae

In het Cronquist-systeem werden de Aristolochiaceae in een eigen orde Aristolochiales ondergebracht.
In het Wettstein-systeem (1935), waar de orde werd ingedeeld in de onderklasse Choripetalae, was ze nog weer kleiner, met de volgende samenstelling:
- orde Piperales
  - familie Piperaceae